# Rue des Docteurs-Augusta-et-Jules-Dejerine
La rue des Docteurs Augusta et Jules Dejerine est une voie du 20e arrondissement de Paris, en France.

## Situation et accès
La rue des Docteurs Augusta et Jules Dejerine est une voie publique située dans le 20e arrondissement de Paris. Elle débute au 7, avenue de la Porte-de-Montreuil et se termine rue Eugène-Reisz.

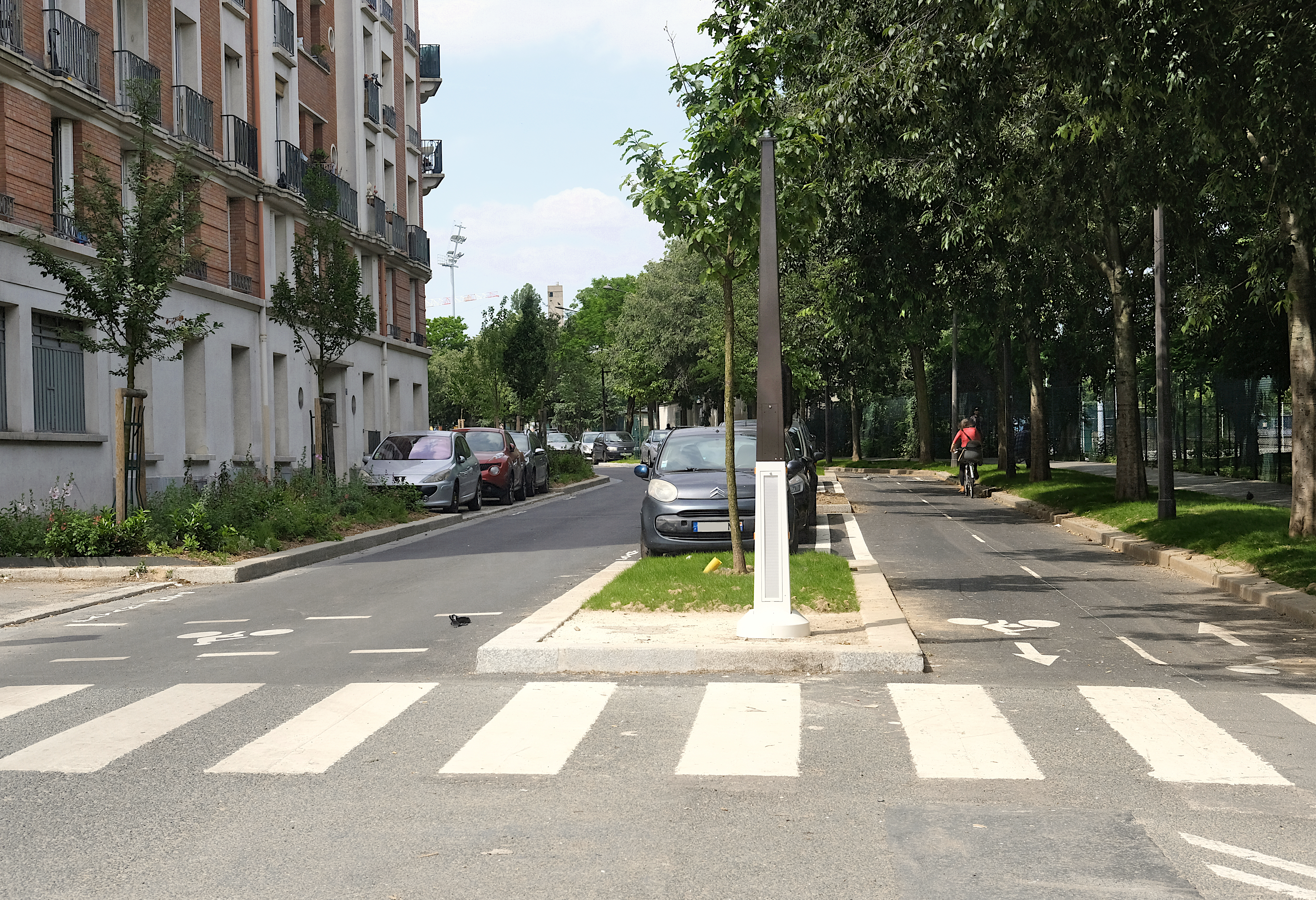
Le haut de la rue.
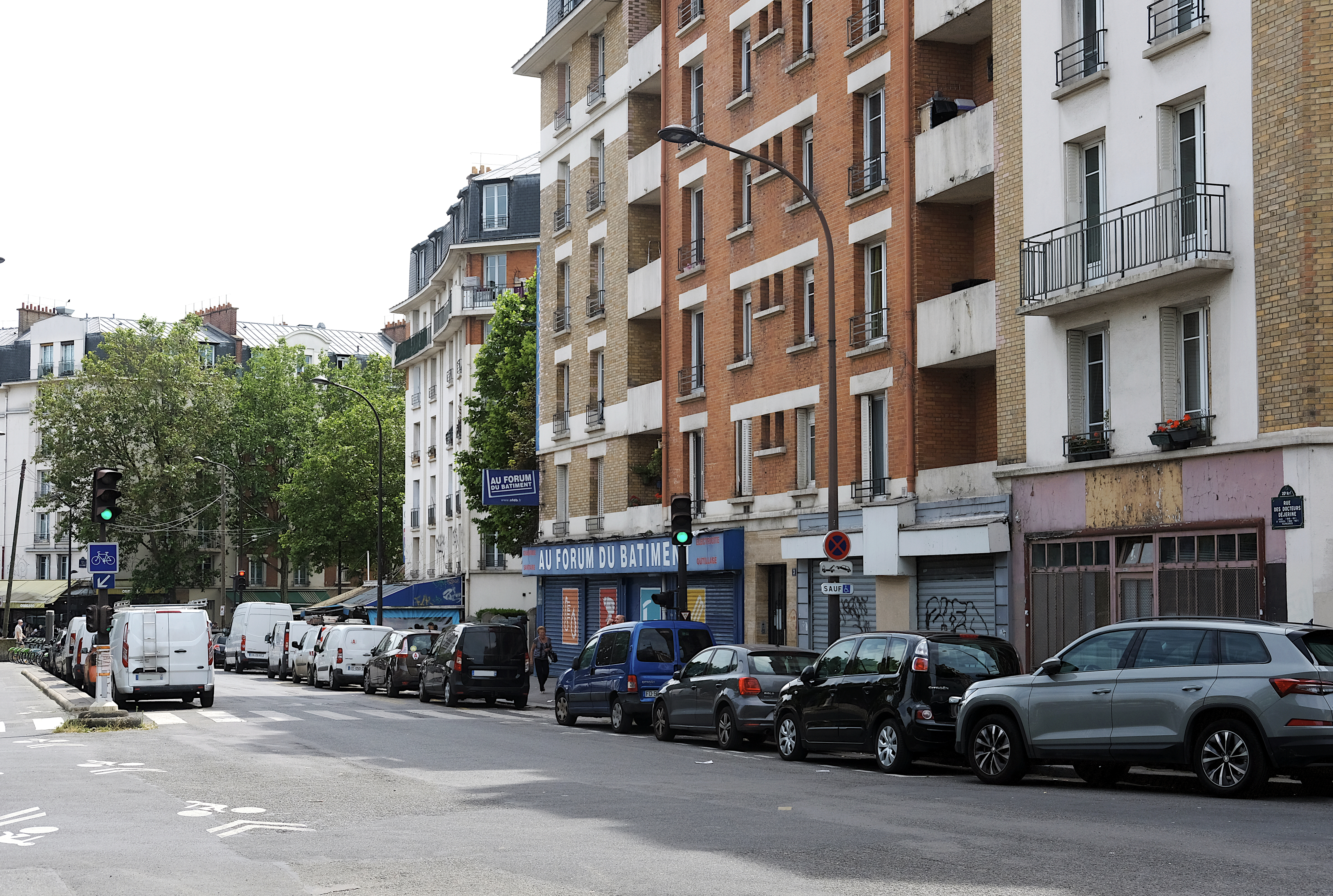
Le bas de la rue.

## Origine du nom
Elle tient son nom du couple de docteurs Jules Dejerine (1849-1917), un des pionniers de la neurologie en France, et son épouse Augusta Dejerine née Klumpke, (1859-1927), première femme reçue Interne des hôpitaux en France et considérée comme la première femme neurologue dans le monde. Interdite de passer le concours 1884 par discrimination sexiste, il faut l'intervention du ministre Paul Bert du gouvernement Gambetta pour qu'elle soit autorisée à concourir l'année suivante. Il est à noter que le nom de ces médecins est orthographié habituellement sans accent mais qu'en 1935 il était d'usage d'accentuer les première syllabes (voir par exemple Georges Clemenceau prononcé Clémenceau). Comme des milliers de plaques de rues à Paris, les plaques de la voie des Docteurs-Augusta-et-Jules-Dejerine sur le terrain comportent des approximations et n'ont aucune valeur juridique.

## Historique
La rue a été ouverte et a pris la dénomination de «rue des Docteurs Déjerine » par un arrêté du 9 août 1935.
Par délibération du Conseil de Paris en date du 19 novembre 2019 elle prend le nom de rue des Docteurs Augusta et Jules Dejerine.
Non seulement il y a correction de l'accent dans le nom de famille, mais cette démarche vise à rendre visible les prénoms des femmes ayant déjà une voie dénommée à leur nom.